# Panteon Narodowy w Asunción

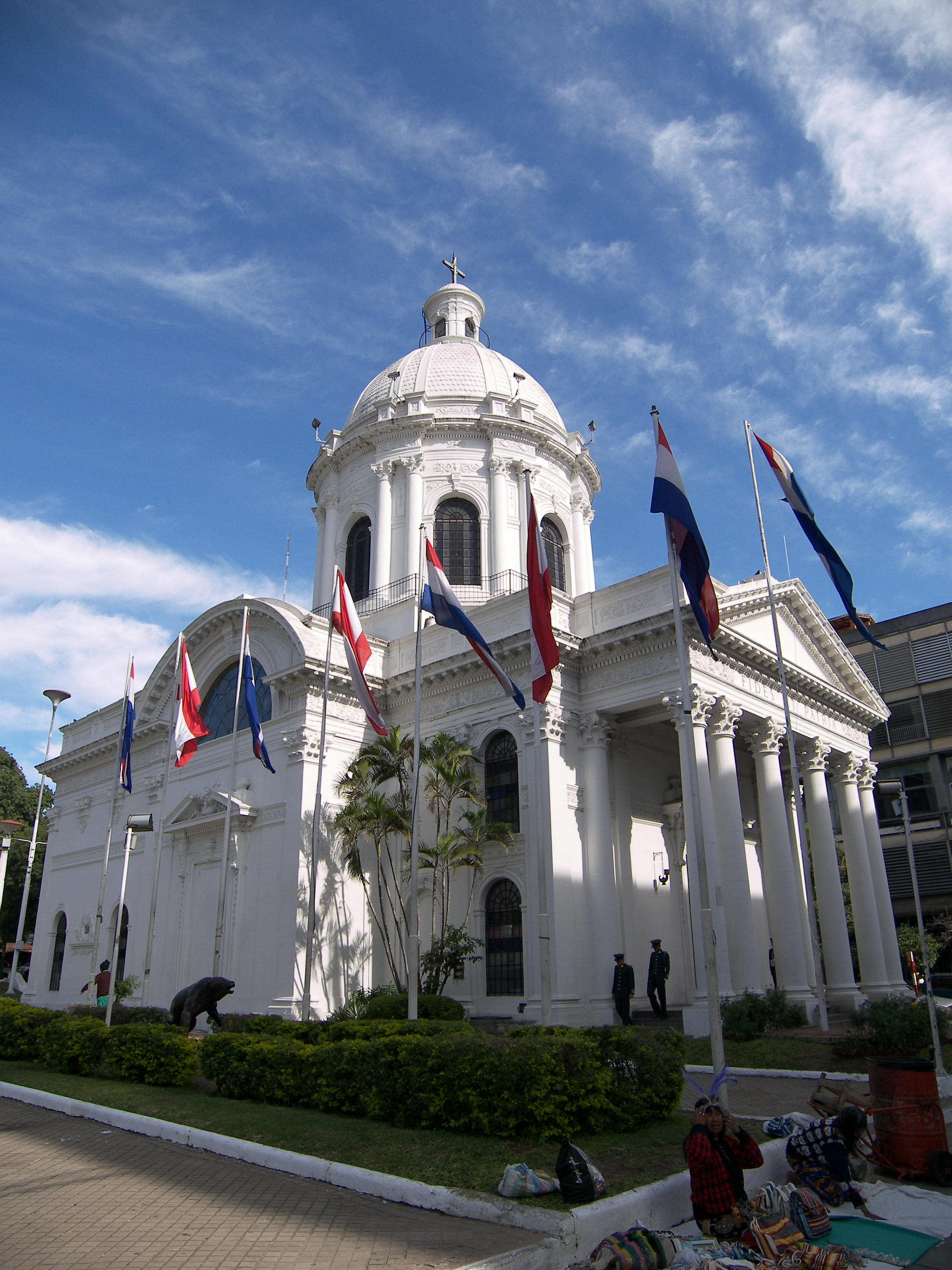
Panteon Narodowy

Panteon Narodowy  (hiszp. Panteón Nacional de los Héroes) – budowla w Asunción w Paragwaju, miejsce pamięci, panteon.
W 1863 ówczesny prezydent Paragwaju Francisco Solano López nakazał budowę kaplicy Matki Bożej Wniebowzięcia, zaprojektowanej przez architekta włoskiego pochodzenia Alejandro Ravizzę. Prace nad budowlą przerwał wybuch wojny paragwajskiej i budynek przez ponad 70 lat pozostawał nieukończony. Budynek otwarto dopiero 12 października 1936, po zakończeniu innej wojny (o Chaco) i dekretem prezydenckim został uznany za narodowy panteon. W następnym roku budynek zaczął pełnić również pierwotnie przewidzianą dla niego funkcję sakralną (Oratorio de la Virgen Nuestra Señora Santa María de la Asunción).
W Panteón Nacional de los Héroes zostali pochowani Carlos Antonio López (pierwszy prezydent Paragwaju), jego syn oraz José Félix Estigarribia (wojskowy i prezydent kraju, razem z żoną). Znajdują się w nim również szczątki poległych (nieznanych) żołnierzy, w tym dzieci biorących udział w bitwie na równinie Acosta Ñu (znanej również pod nazwą Batalla de los Niños - Bitwa Dzieci).